# Música surf

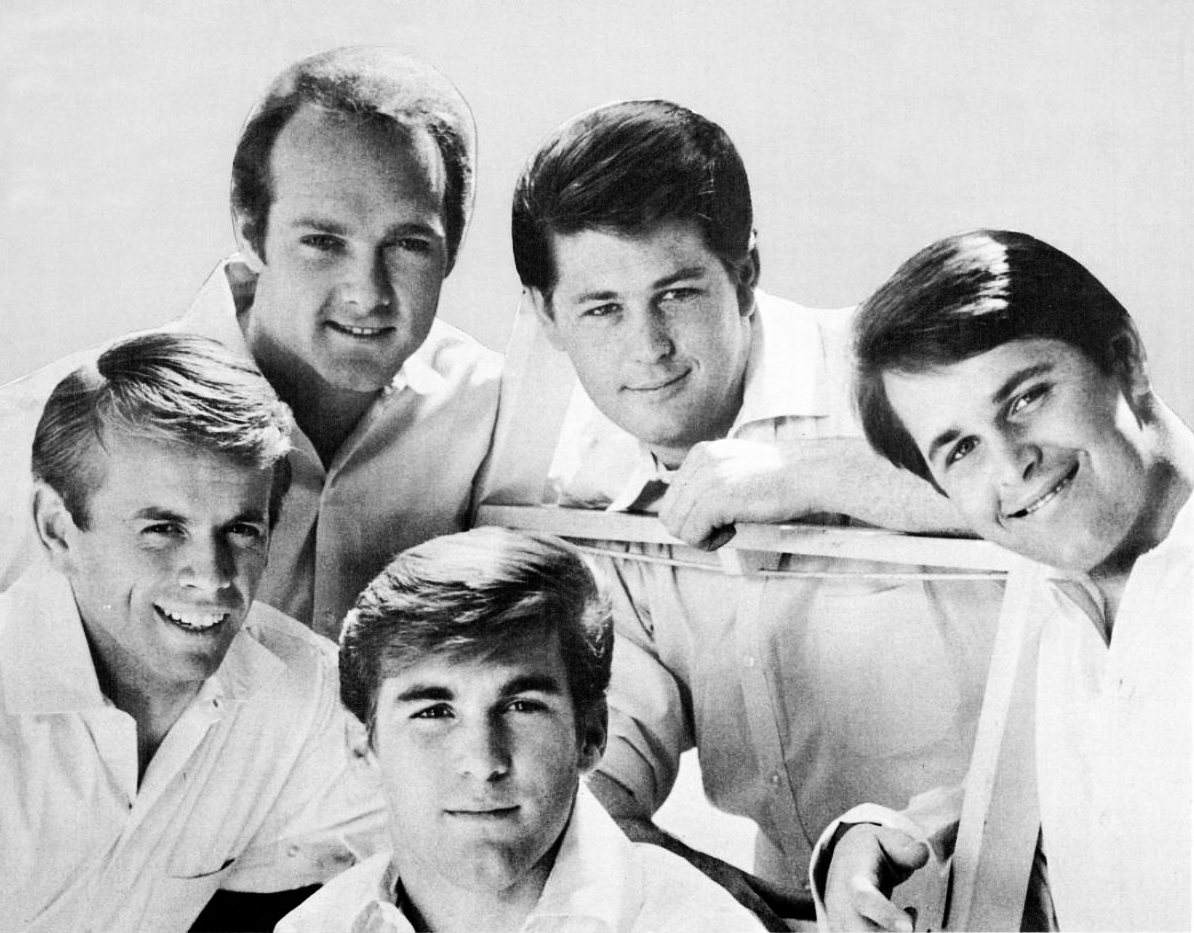
The Beach Boys uno de los grupos más representativos del surf rock de la primera mitad de los años 60.

La música surf es un género de música popular asociado con la cultura del surf, en particular, del condado de Orange y otras áreas del sur de California. Fue particularmente popular entre 1958 y 1964, posteriormente se recuperó y fue muy influyente en la música rock.

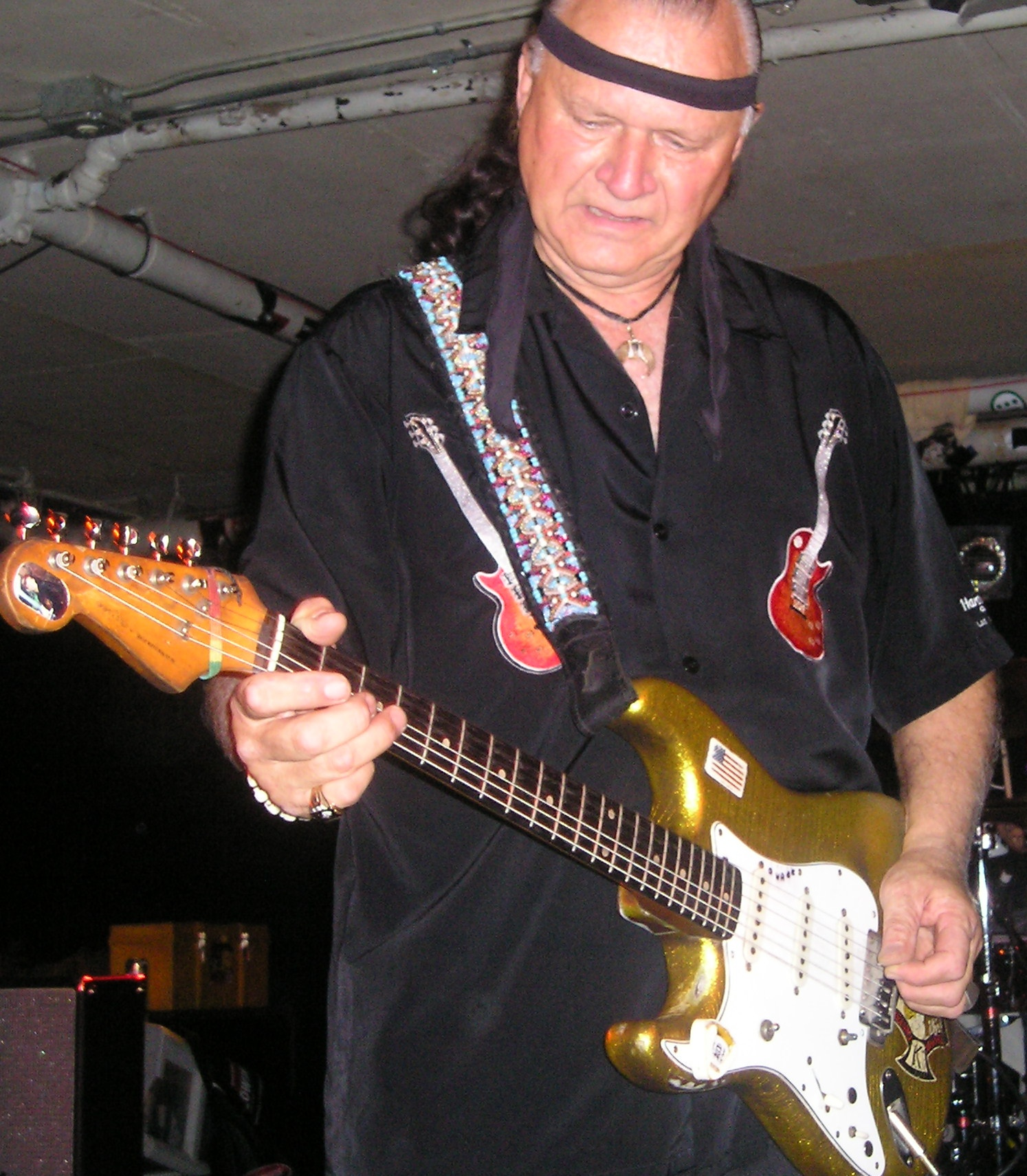
Dick Dale tocando la Fender Stratocaster dorada metalizada.

El surf como género, con referencias al sol y la arena, las carreras de coches trucados y los bólidos y, de un modo menos directo, al sexo, era una música californiana que sirvió de banda sonora para las películas playeras de la época, así como de documentales como The Longest Wave o Crystal Voyager, que celebraban el surf y el estilo de vida asociado a este deporte.
Se pueden considerar dos tendencias principales: el surf rock, instrumental en gran medida, con una guitarra eléctrica o un saxofón tocando la melodía principal, representada por primera vez por artistas como Dick Dale and The Del-Tones, y el pop surf vocal, que incluye baladas y música de baile, a menudo con armonías fuertes que son asociadas principalmente con The Beach Boys. Muchas bandas de surf notables han destacado tanto por el surf instrumental como por el pop surf, de modo que la música surf se suele considerar como un solo género a pesar de la variedad de estos estilos.

## Historia
El estilo surf comenzó a definirse en las fiestas de la playa que se celebraban a lo largo de la costa del Pacífico, sobre todo cerca de Los Ángeles donde, a diferencia de lo que ocurría al Este en la costa de Carolina, existía una industria discográfica. Hasta 1962, en las fiestas de surfistas se bailaban los discos que se podían encontrar: los instrumentales de Sandy Nelson, como «Teen Beat» (1959) y de The Ventures, como «Walk Don't Run» (1960); el viejo shuffle de Bill Dogget, «Honky Tonk» (1956); un remake del «Guitar Boogie Shuffle» de Arthur Smith hecho por The Virtues en 1959; «Stick Shift» (1961) de The Duals, en el que incluso sonaba un motor de coche andando; «Hide Away» (1961) de Freddie King, virtuoso guitarrista de blues; y «Memphis» (1963), una versión instrumental de Lonnie Mack de la misma canción de Chuck Berry. El éxito constante de esta serie de temas en las fiestas condujo a los músicos locales a dirigir sus discos a la escena surf emergente.
Dick Dale and The Del-Tones fueron uno de los primeros en desarrollar un repertorio de canciones con letras que se referían exclusivamente al argot y las actividades surferas, como «Let's Go Trippin'» de 1961, editado por el sello Deltone, propiedad de Dale, que fue un éxito menor en 1962. Llegó a gestarse una potente tendencia de surf instrumental, con temas como « Wipe Out» (1963) de The Surfaris o «Pipeline» (1963) de The Chantays, instrumentales semicomerciales con connotaciones surf, grabados por pequeños sellos independientes que llegaron a alcanzar los primeros puestos de las listas nacionales en 1963.
Los títulos de estos discos, pese a ser expresiones de argot surfista, sonaban suficientemente bien en la radio como para ser calificados como discos de pop formales, por lo que el mundillo del surf sirvió de plataforma para que cualquier intérprete pudiera hacerse un nombre y alcanzar las listas nacionales. Pese a la lentitud de la industria discográfica en valorar el potencial de una escena musical de base, varios de los mayores sellos de la Costa Oeste, como Capitol, Liberty o Imperial, respondieron finalmente. 
Otra temática que se sumó, paralela a la del surf,  fue la de las carreras de bólidos, o música Hot Rod, hasta el punto que un grupo de músicos formaron un equipo, con doble identidad, que tan pronto grababa temas de surf bajo el nombre de los The Marketts como temas de bólidos como The Routers.
Los principales componentes de la escena surf fueron: el dúo Jan and Dean; varios productores independientes, como Lou Adler, Steve Barri, Bruce Johnston, Terry Melcher y Gary Usher; el disc-jockey Roger Christian; y los compositores de The Beach Boys, Brian Wilson y Mike Love, para los que el mundillo del surf era una genuina afición y, probablemente, el único tema sobre el que componer con alguna convicción. Para la mayor parte del resto, el surf y su cultura eran un planteamiento que resultó conveniente para orientar sus carreras. 
Así, a mediados de la década, con la popularización del folk por un lado y el beat de la «invasión británica» por otro, la mayoría de ellos se pasaron a formas pop más convencionales y el mundillo del surf se desvaneció.

## Surf rock

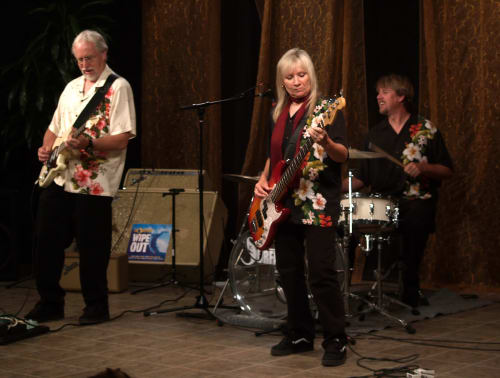
The Surfaris en 2007.

El surf rock instrumental fue el estilo que se basaba más en la guitarra del primer rock'n'roll, por lo que ejerció una gran influencia en subsiguientes estilos de tocar la guitarra eléctrica. Como reconocido padre del surf rock, Dick Dale desarrolló un estilo de guitarra reverberada que buscaba evocar las olas y las «carreras» de la subcultura adolescente del surf que surgió inicialmente, a finales de la década de 1950, en California y Hawái. Su técnica se basaba en la interpretación con trémolo de instrumentos de cuerda pulsada de Oriente Medio como el buzuki, manteniendo las notas al puntear las cuerdas arriba y abajo. El sencillo de Dale and the Del-Tones «Let's Go Trippin», publicado en 1961, desencadenó la locura por la música surf y propició el surgimiento de centenares de grupos. Este tema fue versionado con posterioridad por The Beach Boys en su álbum Surfin' USA.
La influencia de Dick Dale fue muy grande; Dale tocaba sus guitarras rasgueando con la mano izquierda y al revés, en un estilo que impresionó a Jimi Hendrix y posteriormente a una generación del heavy metal. Recibió el premio Surfer's Choice de 1962 y ayudó, durante la grabación de tres álbumes en 1965, a desarrollar, probar en carretera y popularizar toda una serie de equipos de la Fender Electric Instrument Company, como amplificadores y unidades de reverb, así como una guitarra adaptada para zurdos, la Stratocaster dorada metalizada.

## Resurgimiento
En los años ochenta la música surf tuvo un cierto renacimiento, y ciertos sellos especializados, como Surfdog Records, mantuvieron un estatus de culto. 
Por otro lado, su sonido de guitarra sigue ejerciendo influencia en géneros más contemporáneos. A mediados de los 90 en México resurgió también el culto por las instrumentales con varias bandas que ahora se conocen como Rock surf mexicano. A la fecha existen bandas de surf en todos los continentes.  Desde 2003 existe el Surfer Joe Summer Festival que reúne bandas de surf de todo el mundo.

## Surf pop
Al margen del surf instrumental, los intérpretes que más éxito comercial alcanzaron fueron el dúo vocal Jan and Dean y The Beach Boys, el más duradero de los grupos de surf.
The Beach Boys tuvieron una gran influencia del estilo de los grupos vocales de la década de 1950, así como de las armonías de The Four Freshmen y del rock'n'roll de Chuck Berry (hasta el punto que su primer éxito, «Surfin' USA» (1963) está basado en el «Sweet Little Sixteen» (1958) de Berry). A partir de 1963, con la dirección creativa de Brian Wilson, The Beach Boys dejaron en gran medida los temas de surf y ampliaron su ámbito, siendo sus mayores logros el álbum Pet Sounds, publicado por Capitol Records el 1966 y el sencillo «Good Vibrations»
Actualmente la música surf se compone de muchos géneros, tanto los clásicos sureños hasta los más progresivos pasando por el tradicional sonido garajero de la época punk.

## Surf Punk
El surf punk es un resurgimiento del sonido del surf original que combina el surf rock con el punk rock. Fue iniciado a finales de los años 1970 y principios de los años 1980 por grupos y artistas como Ramones, que lanzaron su álbum seminal de surf-punk Rocket To Russia en 1977, presentando una versión destacada de "Surfin' Bird" de The Trashmen (una versión de que sirvió como sencillo debut de The Cramps en 1978). Otros primeros artistas de surf punk incluyeron a Johnny Thunders, quien abrió su álbum debut en solitario So Alone con una versión instrumental de la canción de The Chantays, "Pipeline"; los Forgotten Rebels de Canadá, que lanzaron "Surfin' on Heroin" en 1981; Agent Orange, del condado de Orange, California, que grabó versiones punk de clásicos del surf como "Misirlou", "Mr. Moto", y "Pipeline", con Greg Prato de AllMusic llamando a la banda "influyente" y "un paso por delante del resto del grupo punk/hardcore"; y Dead Kennedys, originarios de San Francisco, California que al igual que Agent Orange, fueron de los pioneros en fusionar el hardcore punk (subgénero más pesado y directo del punk) con el surf rock (esto debido principalmente a las influencias musicales del vocalista Jello Biafra y el guitarrista East Bay Ray). 
El género está relacionado con el skate punk, que saltó a la fama al mismo tiempo en los pueblos costeros del condado de Orange que nutrieron a la primera ola de músicos de surf.